# Unité urbaine de Lannemezan
L'unité urbaine de Lannemezan est une unité urbaine française centrée sur la commune de Lannemezan, dans le département des Hautes-Pyrénées, en région Occitanie.

## Données globales
En 2020, selon l'Insee, l'unité urbaine de Lannemezan est composée de quatre communes, toutes situées dans l'arrondissement de Bagnères-de-Bigorre, subdivision administrative du département des Hautes-Pyrénées.

## Composition 2020 de l'unité urbaine
Elle est composée des quatre communes suivantes :
| Nom                       | Code Insee | Département     | Statut       | Superficie (km2) | Population (dernière pop. légale) | Densité (hab./km2) | Modifier                                    |
| ------------------------- | ---------- | --------------- | ------------ | ---------------- | --------------------------------- | ------------------ | ------------------------------------------- |
| Lannemezan (ville-centre) | 65258      | Hautes-Pyrénées | ville-centre | 19,03            | 5 810 (2022)                      | 305                | modifier les données · modifier les données |
| La Barthe-de-Neste        | 65069      | Hautes-Pyrénées | banlieue     | 7,62             | 1 245 (2022)                      | 163                | modifier les données · modifier les données |
| Izaux                     | 65231      | Hautes-Pyrénées | banlieue     | 5,33             | 210 (2022)                        | 39                 | modifier les données · modifier les données |
| Lortet                    | 65279      | Hautes-Pyrénées | banlieue     | 3,63             | 210 (2022)                        | 58                 | modifier les données · modifier les données |

## Évolution démographique
L'évolution démographique ci-dessous concerne l'unité urbaine selon le périmètre défini en 2020.
| 1968   | 1975   | 1982  | 1990  | 1999  | 2010  | 2015  | 2022  |
| ------ | ------ | ----- | ----- | ----- | ----- | ----- | ----- |
| 10 537 | 10 198 | 8 912 | 8 186 | 7 578 | 7 375 | 7 532 | 7 475 |

#### Données générales
- Unité urbaine
- Aire d'attraction d'une ville
- Liste des unités urbaines de France

#### Données démographiques en rapport avec l'unité urbaine de Lannemezan
- Aire d'attraction de Lannemezan
- Arrondissement de Bagnères-de-Bigorre

#### Données démographiques en rapport avec les Hautes-Pyrénées
- Démographie des Hautes-Pyrénées